# Karen L. Wooley
Karen L. Wooley (* 1966) ist eine US-amerikanische Chemikerin (Makromolekulare Chemie, Nanowissenschaften, Supramolekulare Chemie, synthetische Organische Chemie).
Wooley studierte an der Oregon State University mit dem Bachelor-Abschluss 1988 und wurde 1993 an der Cornell University promoviert. Sie ist Professorin für Chemieingenieurwesen und Materialwissenschaften an der Texas A&M University (seit 2011 Distinguished Professor und ist W. T. Doherty-Welch Foundation Professorin) und Direktorin des TAMU Laboratory for Synthetic-Biologic Interactions.
Sie befasst sich mit Einbau von funktionalen Nanostrukturen und Funktionalisierung von Polymeren und gezieltem Aufbau spezieller makromolekularer Strukturen. Die gesuchte Funktionalität betrifft zum Beispiel biologische Aktivität (unter anderem künstliche Gewebe, Nanomedizin), bildgebende Fähigkeiten, biologische und gezielt einleitbare Abbaubarkeit oder Widerstandsfähigkeit zum Beispiel gegen Fäulnis im Meer, Sequestrierung von Toxinen, Medikamentenfreisetzung, Photo- und Elektroaktivität (zum Beispiel Fotolacke in der Mikroelektronik, hybride magnetische Nanomaterialien) und chemische Reaktivität. Sie war unter anderem Beraterin in Nanowissenschaften der National Institutes of Health und war Leiterin eines Exzellenzprogramms in Nanotechnologie des National Heart Lung and Blood Institute.
2014 erhielt sie den Centenary Prize der Royal Society of Chemistry, deren Fellow sie ist. Sie erhielt den ACS Award in Polymer Chemistry (2014), den Arthur C. Cope Scholar Award (2002), den Herman F. Mark Scholar Award der ACS (2009). Sie ist Mitglied der American Academy of Arts and Sciences und der National Academy of Sciences und ist Honorary Fellow der chinesischen chemischen Gesellschaft.
Sie ist Mitherausgeber des Journal of the American Chemical Society und des Journal of Polymer Science A: Polymer Chemistry.

## Schriften
- mit Thomas H. Mourey, S.R. Turner, Michael Rubinstein, Jean Fréchet, Craig J. Hawker: Unique behavior of dendritic macromolecules: intrinsic viscosity of polyether dendrimers, Macromolecules, Band 25, 1992, S. 2401–2406
- mit Craig J. Hawker, Jean Frechet: Unimolecular micelles and globular amphiphiles: dendritic macromolecules as novel recyclable solubilization agents, J. Chem. Soc., Perkin Transactions 1, 1993, S. 1287–1297
- mit K. Bruce Thurmond, Tomasz Kowalewski: Water-soluble knedel-like structures: the preparation of shell-cross-linked small particles, J. Am. Chem. Soc., Band 118, 1996, S. 7239–7240
- mit K. Bruce Thurmond, Tomasz Kowalewski: Shell cross-linked knedels: A synthetic study of the factors affecting the dimensions and properties of amphiphilic core-shell nanospheres, J. Am. Chem. Soc., Band 119, 1997, S. 6656–6665
- mit Haiyong Huang, Edward E. Remsen, Tomasz Kowalewski: Nanocages derived from shell cross-linked micelle templates, J. American Chemical Society, Band 121, 1999, S. 3805–3806
- mit Qi Zhang, Edward E. Remsen: Shell cross-linked nanoparticles containing hydrolytically degradable, crystalline core domains, J. Am. Chem. Soc., Band 122, 2000, S. 3642–3651
- Shell crosslinked polymer assemblies: nanoscale constructs inspired from biological systems, J. Polymer Science A, Band 38, 2000, S. 1397–1407
- mit Darrin J Pochan, Zhiyun Chen, Honggang Cui, Kelly Hales, Kai Qi: Toroidal triblock copolymer assemblies, Science, Band 306, 2004, S. 94–97
- mit Craig J. Hawker: The convergence of synthetic organic and polymer chemistries, Science, Band 309, 2005, S. 1200–1205
- mit C. Gudipati u. a.: The antifouling and fouling-release perfomance of hyperbranched fluoropolymer (HBFP)− poly (ethylene glycol)(PEG) composite coatings evaluated by adsorption of biomacromolecules and the green fouling alga Ulva, Langmuir, Band 21, 2005, S. 3044–3053
- mit R. K. O’Reilly, C. J. Hawker: Cross-linked block copolymer micelles: functional nanostructures of great potential and versatility, Chemical Society Reviews, Band 35, 2006, S. 1068–1083
- mit Rhiannon K. Iha, Andreas M. Nystrom, Daniel J. Burke, Matthew J. Kade, Craig J. Hawker: Applications of orthogonal “click” chemistries in the synthesis of functional soft materials, Chemical Reviews, Band 109, 2009, S. 5620–5686
- mit Mahmood Elsabahy: Design of polymeric nanoparticles for biomedical delivery applications, Chemical Society Reviews, Band 41, 2012, S. 2545–2561